# 메이스트릴리가
메이스트릴리가(Meistriliiga)는 에스토니아 축구 협회에서 주관하는 에스토니아의 최고 축구 리그로 아마추어팀의 참가를 허용하는 세미 프로 리그이다. 메이스트릴리가는 1992년에 시작되어 2020년에 30번째 시즌을 치뤘다.
2013년 2월에 에스토니아 양조회사인 어 레 코크 (A. Le Coq)가 에스토니아 축구 협회와 메이스트릴리가의 명명권을 포함한 스폰서 계약을 맺으면서 현재까지 어 레 코크 프리미움 리가 (A. Le Coq (에스토니아어: ˈɑ.le ˈkokˑ) Primium Liiga)로 부르고 있다.
겨울의 추운 날씨를 가지고 있는 대부분의 국가와 같이 에스토니아 역시 시즌이 3월에 시작하여 11월에 끝나게 된다. 10개 팀은 각각 네번씩 경기를 하여 총 36라운드의 경기를 하게 된다. 리그 최하위 팀은 강등되고 1부리그인 에실리가 1위팀은 승격하게 된다. 그리고 9위팀과 에실리가 2위팀간에 승격 및 강등을 결정하는 플레이오프를 펼쳐 마지막 생존 및 승격을 결정하게 된다. 만약 에실리가 1위팀이 메이스트릴리가 참가팀의 2군팀이라면 다음 순위의 팀이 승격하게 된다. 만약 1위부터 5위까지 2군팀이라면 승격의 기회는 6위팀에게 주어지고 플레이오프는 7위팀이 하게 된다.
리그 우승 팀은 UEFA 챔피언스리그 1차 예선라운드에 진출하게 되고, 2위 및 3위팀과 에스토니아 컵 우승 팀은 UEFA 유로파컨퍼런스리그 1차예선 진출권을 얻는다.

## 참가팀
| 쿠레사레탐메카바프루스 파이데하리우트란스탈린class=notpageimage\| 2024 시즌 메이스트릴리가 참가팀의 위치 | FCI 레바디아 · 플로라 · 넘메 유나이티드탈린나 칼레브넘메 칼리우class=notpageimage\| 2024 시즌 탈린 연고팀의 위치 |

| 구단명               | 순위 (2023)    | 첫 참가 시즌 | 참가 시즌 수 | 최근 승격 시즌 | 최근 연속 참가 시즌 수 | 우승 횟수 | 최근 우승 연도 |
| -------------------- | -------------- | ------------ | ------------ | -------------- | ---------------------- | --------- | -------------- |
| 플로라a, b, c        | 1위            | 1992         | 33           | 1992           | 33                     | 15        | 2023           |
| FCI 레바디아c        | 2위            | 1999         | 25           | 1999           | 25                     | 10        | 2021           |
| 탈린나 칼레브        | 3위            | 2007         | 11           | 2022           | 3                      | 0         | –              |
| 파이데 린나메스콘드c | 4위            | 2009         | 15           | 2009           | 15                     | 0         | –              |
| 넘메 칼리우c         | 5위            | 2008         | 16           | 2008           | 16                     | 2         | 2018           |
| 바프루스             | 6위            | 2006         | 10           | 2021           | 4                      | 0         | –              |
| 쿠레사레             | 7위            | 2000         | 16           | 2018           | 7                      | 0         | –              |
| 나르바 트란스a, b, c | 8위            | 1992         | 33           | 1992           | 34                     | 0         | –              |
| 탐메카c              | 9위            | 2005         | 19           | 2005           | 20                     | 0         | –              |
| 넘메 유나이티드      | 1위 (에실리가) | 2024         | 1            | 2024           | 1                      | 0         | –              |

a = 메이스트릴리가 창단 멤버 

b = 모든 시즌 참가 구단 

c = 한번도 강등된 적 없는 구단

## 역대 우승 팀

### 연도별 우승팀
| 메이스트릴리가 |             |
| 시즌           | 우승팀      |
| 1992           | 노르마      |
| 1992-93        | 노르마      |
| 1993-94        | 플로라      |
| 1994-95        | 플로라      |
| 1995-96        | 란타나      |
| 1996-97        | 란타나      |
| 1997-98        | 플로라      |
| 1998           | 플로라      |
| 1999           | 레바디아    |
| 2000           | 레바디아    |
| 2001           | 플로라      |
| 2002           | 플로라      |
| 2003           | 플로라      |
| 2004           | 레바디아    |
| 2005           | TVMK        |
| 2006           | 레바디아    |
| 2007           | 레바디아    |
| 2008           | 레바디아    |
| 2009           | 레바디아    |
| 2010           | 플로라      |
| 2011           | 플로라      |
| 2012           | 칼리우      |
| 2013           | 레바디아    |
| 2014           | 레바디아    |
| 2015           | 플로라      |
| 2016           | 인포넷 탈린 |
| 2017           | 플로라      |
| 2018           | 칼리우      |
| 2019           | 플로라      |
| 2020           | 플로라      |
| 2021           | 레바디아    |
| 2022           | 플로라      |
| 2023           | 플로라      |
| 2024           | 레바디아    |

### 클럽별 우승횟수
| 클럽명      | 우승횟수 |
| ----------- | -------- |
| 플로라      | 15       |
| 레바디아    | 11       |
| 칼리우      | 2        |
| 란타나      | 2        |
| 노르마      | 2        |
| TVMK        | 1        |
| 인포넷 탈린 | 1        |

## UEFA 리그 계수 순위
| 순위 | 리그           | 점수  |
| ---- | -------------- | ----- |
| 46   | 에로브눌리리가 | 7.625 |
| 47   | 수페르리가     | 7.375 |
| 48   | 메이스트릴리가 | 7.207 |
| 49   | 프리미어리그   | 6.625 |
| 50   | 프르바리가     | 6.000 |